# Neuralink
Neuralink是一个美国神經科技和腦機接口公司，由伊隆·马斯克和八名其他聯合創辦者創辦，负责研发植入式脑机介面技术。公司的總部在舊金山。Neuralink于2016年成立，并于2017年3月公之于众。
2016年6月，马斯克曾经探讨过一个科幻小说概念“neural lace”，即人脑与机器交互。2017年4月，Wait But Why报道了伊隆·马斯克计划公司短期内研发治疗严重脑部疾病的设备，并达到人类增强目的。
2019年7月17日，Neuralink对外宣布該公司研發的一款脑机接口系统。
马斯克希望在2020年底之前开始对人类患者进行试验。马斯克表示，人类面临被人工智能机器超越的风险，但如果人脑能通过与电脑连接得到增强，“我们就能够加入这一旅程”。他表示，该公司已开始在老鼠身上进行测试，并与加州大学戴维斯分校合作用猴子实验。“有一只猴子能用其大脑控制电脑。”。
2020年8月29日，Neuralink展示了一头被植入Neuralink设备的猪，Neuralink设备成功读取猪大脑活动。
據彭博社報導，自公司成立以來，該公司已聘請了來自各大學的幾位知名神經科學家。到2019年7月，它已收到1.58億美元的資金（其中1億美元來自馬斯克），並僱用了90名員工。當時，Neuralink宣布正在開發一種“類似縫紉機”的設備，該設備能夠將非常細的線(寬度為4至6微米)植入大腦，並演示了一種可以從透過植入1,500個電極的實驗鼠讀取信息的系統。2023年5月，Neuralink获美国食品药品监督管理局批准进行临床研究。
2024年1月29日，Neuralink首次将芯片植入到人类大脑之中。

## 綜覽
Neuralink由Elon Musk，Ben Rapoport，Dongjin Seo，Max Hodak，Paul Merolla，Philip Sabes，Tim Gardner，Tim Hanson和Vanessa Tolosa於2016年成立。
在2017年4月，部落格“Wait But Why”報導說，該公司的目標是在短期內製造出用於治療嚴重腦部疾病的設備，最終目標是增強人類健康，有時被稱為超人類主義。馬斯克說，他對這個想法的興趣部分源於艾恩·班克斯（Iain M. Banks）的10部小說系列《文化》中的虛構宇宙中的“neuro lace”科幻概念。
馬斯克將神經繫帶定義為“皮質上方的數字層”，這不一定意味著廣泛的外科手術插入，而是理想的是通過靜脈或動脈植入。馬斯克解釋說，長期目標是實現“與人工智能的共生”，他認為，如果不加以遏制，這將是對人類的生存威脅。截至2017年，一些神經假肢可以解釋大腦信號並允許殘疾人控制其假肢的手臂和腿部。

## 批評
在2020年8月的現場演示中，馬斯克描述其早期設備之一為“頭骨上的Fitbit”，可以很快治愈癱瘓、耳聾、失明和其他殘疾。許多神經科學家和出版刊物批評了這些說法。例如，《麻省理工學院技術評論》將它們描述為“高度投機”和“神經科學戲院”。
另外在2022年2月，美国医师医药责任协会宣布将向负责监管实验用动物的美国农业部提出申诉，指控马斯克的Neuralink公司和加州大学戴维斯分校（UC Davis）在2018年至2020年间对23只猴子进行侵入性和致命的大脑实验，违反了《联邦动物福利法》。PCRM在投诉中指出， Neuralink和UC Davis的工作人员未能为濒临死亡的猴子提供足够的兽医护理，他们使用了一种未经批准的物质“生物胶”，将猴子的部分大脑破坏从而造成猴子死亡，同时在实验中也没有给予猴子足够的心理关怀。Neuralink在另一实验方案中使用未被批准的外科粘合剂，填充猴子头部两个植入物之间的空间。实验中使用的猕猴被单独关在笼子里，头骨上有钢钉，遭受“面部创伤”，大脑植入后癫痫发作，植入部位反复感染。在某些情况下，由于健康状况恶化，Neuralink和UC Davis甚至在计划的实验中使用猴子之前就对它们实施了安乐死。